# Juan Carlos Pastor
Juan Carlos Pastor (Valladolid, 1968. május 18. –) az egyiptomi kézilabda válogatott edzője. A spanyol válogatottal edzőként világbajnoki címet nyert.

## Élettörténet
1995-től dolgozott Valladolidban. Fiatalon futballozott, ezután váltott sportágat és lett kézilabdás. Nős, két gyermeke van (a lányok röplabdáznak). 2004 és 2008 között a spanyol válogatott kapitánya volt - Világbajnok (2005, Tunézia), Európa-bajnoki ezüstérmes (2006, Svájc), olimpiai bronzérmes (2008, Peking). A Valladoliddal 2009-ben KEK-győztes, kétszeres spanyol kupagyőztes (2005, 2006), egyszeres Copa Asobal-győztes (2003). 2013-tól a Pick Szeged vezetőedzője - EHF kupa győztes (2014) és háromszoros magyar bajnok (2018, 2021, 2022), valamint kupagyőztes (2019).

### Valladolid 1995–2013
Ebben a városban született és 2013-ig sikeresen vezette a BM Valladolidot. Legnagyobb sikere a 2009-es KEK győzelem és a két spanyol kupa győzelem valamint a Copa Asobal győzelem.

### Spanyol válogatott 2004–2008
2005-ben Világbajnok lett a Spanyol válogatottal Tunéziában a horvátokat legyőzve. 2006-ban Európa Bajnokságon 2. helyezett. 2008-ban olimpiai 3. lett. Ezután lemondott a posztról.

### Pick Szeged 2013–2023
2013 óta irányítja a Pick Szegedet amely vele érte el története eddigi leghosszabb győzelmi sorozatát. 
Irányítása alatt nyerte meg a Szeged első nemzetközi kupáját a 2013–2014-es EHF Kupát, az elődöntőben a házigazda Füchse Berlint, a döntőben pedig a francia Montpellier Agglomeration Handballt legyőzve. A Bajnokok Ligájában háromszor jutott negyeddöntőbe (2015, 2017, 2019) 
A 2017–2018-as szezonban magyar bajnoki címet szerzett a Szegeddel, amivel 11 év után taszította le ismét a trónról a nagy rivális Telekom Veszprém csapatát.A 2018/19-es szezonban Magyar Kupát nyert csapatával. 2020–2021-es szezonban mely roppant viszontagságos volt újabb bajnoki címet szerzett a Szeged csapatával. 2021–2022-es szezonban megvédte a bajnoki címét. 2022–2023-as szezon közben bejelentették távozását a klubtól, a szezon végén a bajnokságban és a kupában is ezüst érmet szerzett csapatával.

### Egyiptom
2023 március 6-án nevezték ki Egyiptom szövetségi kapitányának.